# Mnet Asian Music Awards 2021
Die Verleihung der 23. Mnet Asian Music Awards fand am 11. Dezember 2021, wie schon im Vorjahr, in der CJ ENM Contents World in Paju, Südkorea statt. Mit Lee Hyori moderierte zum ersten Mal eine Frau die Mnet Asian Music Awards. In diesem Jahr stand die Veranstaltung unter dem Motto „Make Some Noise“.

## Abstimmungskriterien
Qualifiziert für eine Nominierung waren Lieder und Alben, die zwischen dem 29. Oktober 2020 und dem 31. Oktober 2021 veröffentlicht wurden.
Ermittelt wurden die Gewinner durch die Kombination der Ergebnisse der Online-Abstimmungen, der Verkaufszahlen der jeweiligen Alben und Singles, den Zahlen der Video- und Streaming-Aufrufe sowie der Bewertung einer Expertenjury. Als Quellen für die benötigten Daten dienten: Gaon Chart für Alben und Singles, Apple Music für Streaming, YouTube für Musikvideos und Twitter.

### K-Pop
| Kategorien                                 | MAMA Expertenjury | Digitale Verkäufe | Alben-Verkäufe | Musikvideo Aufrufzahlen | Streaming |
| ------------------------------------------ | ----------------- | ----------------- | -------------- | ----------------------- | --------- |
| Artist of the Year und Künstler-Kategorien | 40 %              | 20 %              | 20 %           | 10 %                    | 10 %      |
| Song of the Year und Genre-Kategorien      | 40 %              | 30 %              | 10 %           | 10 %                    | 10 %      |
| Album of the Year                          | 40 %              | 10 %              | 40 %           | –                       | 10 %      |

Fan-Kategorien
| Kategorien                    | MAMA Online-Abstimmung | Abstimmung auf sozialen Medien | Streaming |
| ----------------------------- | ---------------------- | ------------------------------ | --------- |
| Worldwide Icon of the Year    | 80 %                   | 10 %                           | 10 %      |
| Worldwide Fans’ Choice TOP 10 | 80 %                   | 10 %                           | 10 %      |

### Asiatische Musik
Qualifiziert für eine Nominierung waren Lieder und Alben, die zwischen dem 1. Oktober 2020 und dem 30. September 2021 in Japan, China, Thailand, Indonesien und Vietnam veröffentlicht wurden.
Die Gewinner wurden anhand der Chart-Daten in den jeweiligen Ländern und von einer Expertenjury bestimmt.

### Professionelle Kategorien
Qualifiziert für eine Nominierung waren Mitarbeiter in der Musikindustrie, die an Projekten mitgearbeitet haben, die zwischen dem 1. Oktober 2020 und dem 30. September 2021 veröffentlicht wurden.
Die Gewinner wurden anhand der Chart-Daten in den jeweiligen Ländern und von einer Expertenjury bestimmt.

## Gewinner und Nominierte
Die Gewinner der jeweiligen Preise sind fett dargestellt.
| Artist of the Year (Daesang) | Album of the Year (Daesang) |
| --- | --- |
| - BTS - Aespa - IU - NCT 127 - Oh My Girl | - BTS – Be - Aespa – Savage - IU – Lilac - NCT 127 – Sticker - NCT Dream – Hot Sauce |
| Song of the Year (Daesang) | Worldwide Icon of the Year (Daesang) |
| - BTS – Butter - Aespa – Next Level - IU – Celebrity - Lee Mujin – Traffic Light - Oh My Girl – Dun Dun Dance | - BTS - Enhypen - Lisa - NCT 127 - NCT Dream - Seventeen - Stray Kids - Tomorrow X Together - Treasure - Twice |
| Best New Male Artist | Best New Female Artist |
| - Enhypen - Drippin - Epex - Mirae - P1Harmony | - Aespa - Jo Yu-ri - Kwon Eun-bi - Lightsum - StayC |
| Best Male Group | Best Female Group |
| - BTS - NCT 127 - NCT Dream - Seventeen - Stray Kids - Tomorrow X Together | - Twice - (G)I-DLE - Brave Girls - Itzy - Oh My Girl - Red Velvet |
| Best Male Artist | Best Female Artist |
| - Baekhyun - D.O. - Kai - Kang Daniel - Lee Mu-jin | - IU - Heize - Lisa - Rosé - Taeyeon |
| Best Dance Performance – Solo | Best Dance Performance – Male Group |
| - Rosé – On the Ground - Baekhyun – Bambi - Hyuna – I’m Not Cool - Lisa – Lalisa - Jeon Somi – Dumb Dumb - Taeyeon – Weekend | - BTS – Butter - NCT 127 – Sticker - Seventeen – Ready to Love - Shinee – Don’t Call Me - Stray Kids – Thunderous |
| Best Dance Performance – Female Group | Best Vocal Performance |
| - Aespa – Next Level - Itzy – In the Morning - Oh My Girl – Dun Dun Dance - Red Velvet – Queendom - StayC – ASAP - Twice – Alcohol-Free | - IU – Celebrity - AKMU – Nakka (mit IU) - Davichi – Just Hug Me - Heize – Happen - Lee Mu-jin – Traffic Light |
| Best Band Performance | Best Hip Hop & Urban Music |
| - Jannabi – A thought on an autumn night - 10cm – Sleepless in Seoul (Feat. Lee Suhyun) - CNBlue – Then, Now and Forever - DAY6 – You Make Me - N.Flying – Moonshot | - Ash Island – Melody - Changmo – GJD - Jessi – What Type of X - Song Mino – Run Away - Yumdda – 9ucci (feat. Doge) |
| Best OST | Best Collaboration |
| - Cho Jung-seok – I Like You (Hospital Playlist 2) - 10cm – Borrow Your Night (Romance 101) - Choi Yu-ree – Wish (Hometown Cha-Cha-Cha) - Lee Mujin – Rain and You) (Hospital Playlist 2) - Yang Yo-seob & Jung Eun-ji – Love Day (Romance 101)                                                                             | - AKMU & IU – Nakka - Coldplay & BTS – My Universe - Gaeko & Kwon Jin-ah – I Feel Like - Hyolyn & Dasom – Summer or Summer - Rain & J.Y. Park – Switch to Me |
| Worldwide Fans’ Choice Top 10 | Special Awards |
| - Stray Kids - NCT Dream - NCT 127 - Enhypen - Tomorrow X Together - BTS - Lisa - Seventeen - Treasure - Twice | - Best Asian Artist (Japan) – JO1 - Best Asian Artist (China) – Accusefive - Best Asian Artist (Thailand) – Tilly Birds - Best Asian Artist (Indonesien) – Anneth - Best Asian Artist (Vietnam) – Quan A.P - Best New Asian Artist (Japan) – Ado - Best New Asian Artist (China) – Anson Lo - Best New Asian Artist (Thailand) – Sprite X Guygeegee - Best New Asian Artist (Indonesien) – Lyodra - Best New Asian Artist (Vietnam) – Hoàng Quyên - Favorite Asian Artist – INI - Favorite International Artist – Ed Sheeran - TikTok Favorite Moment – BTS - KTO Breakout Artist – Brave Girls |
| Professional Awards | |
| - Best Executive Producer of the Year – Bang Si-hyuk - Best Producer of the Year – Teddy - Best Composer of the Year – Yoo Young-jin - Best Engineer of the Year – Gu Jong-pil & Kwon Nam-woo - Best Video Director of the Year – Lumpens - Best Choreographer of the Year – Leejung - Best Art Director of the Year – MU:E | |

## Liveacts
| Name                                                                                               | Titel                                                                         | Motto                               |
| -------------------------------------------------------------------------------------------------- | ----------------------------------------------------------------------------- | ----------------------------------- |
| Heeseung, Hyunjin, Karina, Wooyoung, Yeji und Yeonjun                                              | Intro                                                                         | BlooM The Sound                     |
| Brave Girls                                                                                        | Rollin’ (Ballad Version), Chi Mat Ba Ram, Rollin’                             | Wind of Wish                        |
| INI                                                                                                | Rocketeer                                                                     | One Dream                           |
| JO1                                                                                                | Bokura no Kisetsu                                                             | One Dream                           |
| Itzy, Heo Sung-tae                                                                                 | Intro, Loco (MAMA Version), In the Morning (MAMA Version)                     | Mission: Be a Good Kitty            |
| Jannabi                                                                                            | A thought on an autumn night, I Know Where the Rainbow Has Fallen             | Sailing into the autumn             |
| Gwang-il Jo & Gaeko                                                                                | Waterbomb, Garion (MAMA Version)                                              | Shout Out to Hip Hop                |
| Show Me The Money 10                                                                               | Resume, 82 (MAMA Version)                                                     | Shout Out to Hip Hop                |
| NCT U                                                                                              | Universe (Let’s Play Ball)                                                    | Welcome to Universe                 |
| Ateez                                                                                              | Intro, Turbulence, The Real (Heung Version)                                   | The Real Journey Begins             |
| Tomorrow X Together                                                                                | Frost, Loser=Lover                                                            | Breal All Myself                    |
| Stray Kids                                                                                         | Cheese, Hey, Monster (3Racha), Thunderous (Hero Version)                      | Stray Kids World Domination         |
| Ed Sheeran                                                                                         | Bad Habits, Shivers                                                           | –                                   |
| NCT Dream                                                                                          | Hello Future, Hot Sauce (MAMA Version)                                        | Dream in a Dream                    |
| Wanna One                                                                                          | Spring Breeze (MAMA Version), Energetic, Burn It Up, Beautiful (2021 Version) | 1 = 111 (I Miss You)                |
| Aespa                                                                                              | Next Level, Savage                                                            | Oh My Gosh! We Are On Another Level |
| Enhypen                                                                                            | Drunk-Dazed, Tamed-Dashed (MAMA Version)                                      | Carnival to Dilemma                 |
| NCT 127                                                                                            | Favorite (Vampire), Sticker (MAMA Version)                                    | Eternal Love                        |
| Lee Hyori & Street Women Fighter (YGX, LACHICA, WANT, WAYB, CocaNButter, PROWDMON, HolyBang, HOOK) | Do the Dance                                                                  | Make Some Noise                     |